# 河西千秋
河西 千秋（かわにし ちあき、（1964年（昭和39年） - ）は、日本の精神科医、医学者。日本自殺予防学会常務理事。
北海道公立大学法人札幌医科大学医学部神経精神医学教室教授。専門領域は精神疾患の薬物療法、自殺予防学、行動科学。厚生労働省、内閣府、神奈川県域、北海道市町村、横浜市、札幌市、病院内、職域、高等教育機関などのさまざまな地域や領域のメンタルヘルス支援、ないしは自殺予防活動に携わる他、自殺対策のための戦略研究（厚生労働科学研究費補助金事業）をはじめ、数多くの自殺対策研究に従事。日本医療機能評価機構認定病院患者安全推進協議会と連携し、病院内の自殺事故予防にも取り組んでいる。

## 来歴
- 1964年 - 東京・中央区銀座にて出生。父親は東京女子医大医学部口腔外科学主任教授であった河西一秀
- 東京都中央区立泰明小学校卒業
- 東京都千代田区立一ツ橋中学校卒業
- 1983年 - 東京都立青山高等学校卒業
- 1989年 - 山形大学医学部医学科卒業, 横浜市立大学附属病院臨床研修医
- 1993年 - 米国・カリフォルニア大学サンディエゴ校薬理学客員研究員
- 1995年 - 横浜市立大学大学院修了、医療法人社団清心会藤沢病院
- 1999年 - 横浜市立大学附属病院精神科助手
- 2001年 - スウェーデン・カロリンスカ研究所臨床薬理学客員研究員
- 2002年 - 横浜市立大学附属病院精神科講師
- 2005年 - 横浜市立大学医学部精神医学助教授（後に機構改革により准教授）
- 2011年 - 横浜市立大学医学部健康増進科学教授（保健管理センター長兼務）
- 2015年 - 北海道公立大学法人札幌医科大学医学部神経精神医学教室主任教授

## 学会
- 日本精神神経学会　専門医・指導医
- 日本自殺予防学会理事、第40回年会大会長（2016年）
- International  Association for Suicide Prevention (IASP) 日本代表委員（2011-2018）、第7回アジア・太平洋地域大会事務局長（2016年）
- 日本うつ病学会理事
- 日本精神科救急学会理事
- 日本臨床精神神経薬理学会理事
- 日本老年精神医学会

## 資格、専門医
- 精神保健指定医
- 日本精神神経学会認定精神科専門医・指導医
- 日本老年精神医学会専門医・指導医
- 日本臨床精神神経薬理学会指導医・専門医
- 日本医師会認定産業医

## 著書
- 自殺予防学 (新潮選書)
- プライマリ・ケア医による自殺予防と危機管理-あなたの患者を守るために（南山堂）共著
- HOPEガイドブック（へるす出版）共著
- 自傷と自殺―思春期における予防と介入の手引き（金剛出版）監訳
- 2014年に自殺対策のための戦略研究ACTION-Jの成果がLancet Psychiatry誌上で公表され（Kawanishi et al., Lancet Psychiatry, 1, 2014）、厚労事業化、診療報酬化へと展開している。

## 関連人物
- 河西一秀
- 小阪憲司
- 松下正明
- 大西秀樹
- 張賢徳
- 大塚耕太郎
- 松本俊彦